# Seznam křížových cest ve Středočeském kraji
Seznam křížových cest ve Středočeském kraji obsahuje Křížové cesty dochované i zaniklé. Je řazen podle umístění a nemusí být úplný.

## Seznam
| Křížová cesta               | Fotografie | Galerie                                                                               | Maximální nadmořská výška (m n. m.) | Délka (km) | Rok        | Okres       | Souřadnice                       |
| --------------------------- | ---------- | ------------------------------------------------------------------------------------- | ----------------------------------- | ---------- | ---------- | ----------- | -------------------------------- |
| Jesenice                    |            | Kategorie „Stations of the Cross in Jesenice (Příbram District)“ na Wikimedia Commons | 430                                 |            | 1836       | Příbram     | 49°36′40″ s. š., 14°28′45″ v. d. |
| Konopiště                   |            | Kategorie „Station of the Cross in Konopiště“ na Wikimedia Commons                    | 367                                 |            | 1775       | Benešov     | 49°46′43″ s. š., 14°39′33″ v. d. |
| Kuníček–Kuní                |            | Kategorie „Stations of the Cross Kuníček - Kuní“ na Wikimedia Commons                 | 520                                 | 2          | 2000       | Příbram     | 49°34′4″ s. š., 14°19′9″ v. d.   |
| Liběchov                    |            | Kategorie „Stations of the Cross in Liběchov“ na Wikimedia Commons                    | 210                                 |            | 1780       | Mělník      | 50°24′23″ s. š., 14°26′58″ v. d. |
| Miličín                     |            | Kategorie „Stations of the Cross in Miličín“ na Wikimedia Commons                     | 695                                 |            | 1796       | Benešov     | 49°34′35″ s. š., 14°39′26″ v. d. |
| Mníšek pod Brdy             |            | Kategorie „Stations of the Cross on Skalka“ na Wikimedia Commons                      | 545                                 |            | 1762       | Praha-západ | 49°52′40″ s. š., 14°15′14″ v. d. |
| Načeradec                   |            | Kategorie „Stations of the Cross in Načeradec“ na Wikimedia Commons                   | 610                                 | 1,6        | 1738       | Benešov     | 49°36′7″ s. š., 14°55′26″ v. d.  |
| Olešná                      |            | Kategorie „Stations of the Cross in Olešná“ na Wikimedia Commons                      | 351                                 |            |            | Rakovník    | 50°7′45″ s. š., 13°41′43″ v. d.  |
| Počepice                    |            | Kategorie „Stations of the Cross in Počepice“ na Wikimedia Commons                    | 520                                 | 1          | 1887       | Příbram     | 49°36′8″ s. š., 14°22′19″ v. d.  |
| Pravonín (†)                |            |                                                                                       | 564                                 | 0,9        |            | Benešov     | 49°38′27″ s. š., 14°57′10″ v. d. |
| Rakovník                    |            | Kategorie „Stations of the Cross in Rakovník“ na Wikimedia Commons                    | 330                                 |            | před 1912  | Rakovník    | 50°6′31″ s. š., 13°42′34″ v. d.  |
| Slivice                     |            | Kategorie „Stations of the Cross in Slivice“ na Wikimedia Commons                     | 576                                 |            | po 1630    | Příbram     | 49°38′42″ s. š., 14°2′2″ v. d.   |
| Smolotely (†) (Maková Hora) |            |                                                                                       | 544                                 |            | kolem 1850 | Příbram     | 49°37′ s. š., 14°8′53″ v. d.     |
| Stěžov                      |            | Kategorie „Stations of the Cross in Stěžov“ na Wikimedia Commons                      | 525                                 | 3,2        | 1993       | Příbram     | 49°39′29″ s. š., 14°5′39″ v. d.  |
| Votice (†)                  |            |                                                                                       | 500                                 |            | před 1872  | Benešov     | 49°38′13″ s. š., 14°38′21″ v. d. |
| Vraný                       |            | Kategorie „Stations of the Cross in Vraný“ na Wikimedia Commons                       | 305                                 |            | po 1750    | Kladno      | 50°19′36″ s. š., 14°0′49″ v. d.  |
| Zdiměřice                   |            |                                                                                       | 325                                 |            |            | Praha-západ | 49°59′12″ s. š., 14°32′16″ v. d. |